# Крістіна Джоунс
Крістіна Джоунс (англ. Christina Jones, 17 вересня 1987) — американська синхронна плавчиня.
Учасниця Олімпійських Ігор 2008 року.
Чемпіонка світу з водних видів спорту 2015 року.